# Distrito General de Estonia
El Distrito General de Estonia (en alemán: Generalbezirk Estland) fue una de las cuatro subdivisiones administrativas del Reichskommissariat Ostland, el régimen de ocupación civil de 1941-1945 establecido por la Alemania nazi para la administración de los tres países bálticos (Estonia, Letonia y Lituania) y la parte occidental de la RSS de Bielorrusia.

## Organización y Estructura
El Generalbezirk Estonia fue el último de los cuatro distritos que establecidos formalmente el 5 de diciembre de 1941. Se organizó en el territorio de la Estonia ocupada por los alemanes, que hasta entonces había estado bajo la administración militar del Grupo de Ejércitos Norte de la Wehrmacht. La capital del Generalbezirk Estland era Tallin (Reval).

## Divisiones administrativas
El Generalbezirk Estland tenía las siguientes siete subdivisiones llamadas Kreisgebiete (áreas del condado). La sede de la administración está entre paréntesis.
- Arensburgo (Kuressaare)
- Dorpat (Tartu)
- Narwa (Rakvere)
- Pernau (Pärnu)
- Petschur (Petchory)
- Reval-Stadt (Tallin)
- Reval-Tierra (Paide)

## Jefatura Civil y Policial
La administración civil estaba dirigida por un Generalkommissar (Comisario General) designado directamente por Adolf Hitler, y que dependía del Reichskommissar de Ostland Hinrich Lohse, con sede en Riga. Además, los asuntos policiales y de seguridad eran supervisados por un SS- und Polizeiführer (SSPF) designado directamente por el Reichsführer-SS Heinrich Himmler, y que dependía del líder superior de las SS y la policía (HSSPF) de Ostland und Russland-Nord en Riga, el SS- Gruppenführer Hans-Adolf Prützmann hasta el 1 de noviembre de 1941 y el SS-Obergruppenführer Friedrich Jeckeln después de esa fecha.
- Generalkommissar: Karl-Siegmund Litzmann (5 de diciembre de 1941 - 17 de septiembre de 1944).[5]
- SS- und Polizeiführer: el SS-Brigadeführer Hinrich Möller (4 de agosto de 1941 - 1 de abril de 1944); y el SS-Brigadeführer Walther Schröder (1 de abril de 1944 - 19 de octubre de 1944).[6]

## Holocausto
Artículo principal: Holocausto en Estonia
Tras la invasión alemana en junio de 1941, los Einsatzgruppe A y sus colaboradores estonios comenzaron de inmediato el asesinato sistemático de judíos estonios. Aproximadamente el 75% de los judíos estonios habían huido hacia el este, hacia la Unión Soviética antes de la ocupación nazi. Prácticamente todos los que quedaron (entre 950 y 1.000 personas) fueron asesinados. La Comisión Internacional de Estonia para la Investigación de Crímenes contra la Humanidad estimó que el número total de víctimas asesinadas en Estonia es de aproximadamente 35.000, incluidos aproximadamente 1.000 judíos estonios, 10.000 judíos extranjeros, 1.000 romaníes estonios, 7.000 estonios étnicos y 15.000 prisioneros de guerra soviéticos.

## Disolución
El 17 de septiembre de 1944, el Ejército Rojo lanzó la ofensiva de Tallin y Litzmann partió hacia Hungría. La ciudad fue abandonada por las fuerzas alemanas el 22 de septiembre y cayó en manos de los soviéticos, quienes capturaron el resto de la Estonia continental el 26 de septiembre y Generalbezirk Estland dejó de existir. La administración de aquellas partes de Estonia que aún estaban bajo ocupación alemana volvió a la administración militar bajo el Grupo de Ejércitos Norte.